# حرب أوترخت الأهلية الثانية
وقعت الحرب الأهلية الثانية في أوتريخت بين عامي 1481 و 1483. لقد كانت حربًا بين فصائل سكان أسقفية أوتريخت ، متأثرة بحروب الهوك والقد المستمرة في هولندا . كانت أيضًا معركة للسيطرة على أوتريخت بين دوقات بورغوندي يمثلهم ديفيد بورغوندي الحاكم ، ودوقية كليفز الذين أرادوا استبداله بإنجيلبيرت كليفز .

## مقدمة
حسمت أول حرب أهلية في أوتريخت لصالح الأسقف ديفيد بورغوندي الحاكم. افتتح الموت غير المتوقع للدوق البورغوندي تشارلز ذا بولد في عام 1477 ، والذي خلفته ابنته الشابة التي تفتقر إلى الخبرة ماري بورغوندي ، أججت المشاعر الكامنة المناهضة لبرغوندي في هولندا. أعلن جان الثالث فان مونتفورت أن ديفيد بورغوندي لم يعد موضع ترحيب في مدينة أوتريخت أو في مدن الأسقفية الأخرى ، وقد انسحب مع أنصاره إلى قلعته المفضلة في فايك باي ديورستيده .

## 1481
في وقت متزامن ، اندلعت الحرب الأهلية في هولندا بين اتحاد الهوك المعادي لل البورغوندي احزاب القد المؤيدة لل البورغوندي . واجه الأمير ماكسيميليان الأول من هابسبورج ، الذي تزوج وريثة بورغوندي ، ماري بورغوندي ، بعد وقت قصير من وفاة والدها ، تهديدات لتراث بورغوندي من جميع الجوانب ولم يتمكن في البداية من التدخل بشكل حاسم في هولندا. قاد احزاب هوك في هولندا راينر فان بروكهويزن ، ابن شقيق الأسقف المنتخب السابق جيجسبريخت فان بريديرود . في عام 1481 ، تمكن راينير من الإستيلاء على ليدن بعد فترة وجيزة مع جيش من منفيي الهوك ، لكنه اضطر في نهاية المطاف إلى التخلي عن المدينة إلى قوات هابسبورغ الأكثر قوة. ثم لجأ هو وجيشه إلى ستشت حيث وقفوا تحت حماية الفيكونت جان «الوحشي» من مونتفورت ، وهو قائد القوات المناهضة لبرغوندي في الأسقفية. قام الفيكونت ، بدعم من Zoudenbalchs وغيره من الشخصيات البارزة المناهضة للبرغوندي ، بتنظيم انقلاب في حكومة مدينة أوترخت ، وطرد الحكام المؤيدين للبرغوندي من مكاتبهم وبالتالي ضمان التزام المجلس التام بقضية الهوك. . أصبحت الحرب بين ورثة ال بورغوند في يهابسبورج و (احزاب الهوك في هولندا وأوتريخت) حتمية.
في أواخر عام 1481 ، بدأت قوات الأمير (الأرشيدوق ) ماكسيميليان ، بقيادة فريدريك فان إجموند ، لورد إجموند وإيسيلستين ، في تخريب ستشت والريف المحيط بأوترخت على وجه الخصوص. في 26 ديسمبر ، حقق جوست فان لالاينج فوزًا مهمًا في معركة Westbroek .

## 1482
كان هوك أوترخت يدركون جيدًا ضعف موقفهم وبالتالي سعوا إلى تحالف مع الملك لويس الحادي عشر ملك فرنسا ، العدو اللدود لماكسيميليان - ولكن في النهاية لم يكن هناك فائدة. سعى الهوك أيضًا إلى جذب يوهان الأول، دوق كليفه الطموح ، إلى الصراع. أيد الدوق قضية هوك أوترخت بحذر ولكن ليس بشكل صريح ، حيث أرسل ابنه الأصغر ، إنغلبرت ، للانضمام إلى قوات هوك بهدف أن يصبح الأسقف الجديد. كان ديفيد بورغوندي في ذلك الوقت يعتمد فقط على فريدريك فان إغموند . اما ماكسيميليان وهو في حالة حرب مع فرنسا ، يمكن أن يرسل فقط بعض فصائل سلاح الفرسان لقطع خطوط الإمدادات إلى مدينة أوتريخت. وخلال إحدى الغارات تم قتل جان فان شافيلار في بارنيفيلد .
بحلول نهاية العام ، تم توقيع السلام مع فرنسا ، ويمكن أن يقوم ماكسيميليان مرة أخرى بإرسال المزيد من القوات إلى هولندا.

## 1483
ثم قام حزب السلام في أوتريخت بسجن جان فان مونتفور وإنجلبرت من كليف ، وأعاد السلطة إلى ديفيد بورغوندي. وعاد ليحكم مدينة أوتريخت منذ 21 أبريل 1483 ، فوجئ الأمير الأسقف ديفيد بورغندي بقصره الأسقفي القديم في غارة ليلية خطرة قام بها الهوك في يوم 8 مايو. وقد تم القبض على الأمير الأسقف وسُجن في امرسفورت . عندما سمع ماكسيميليان من النمسا هذا الخبر ، قام بتشكيل جيش كبير تحت قيادة جوست دي لالاغ لمحاصرة أوتريخت . بعد شهرين من الحصار ، استسلمت المدينة و وُقعت معاهدة سلام.

## ما بعد الكارثة
تم استعادة ديفيد بورغوندي مرة أخرى باعتباره الأسقف وبقي في هذا المنصب حتى وفاته في عام 1496. بقي الوضع في أوتريخت متقلبًا للغاية واندلع تمرد جديد فاشل تحت قيادة فرانس فان بريدرود بين عامي 1488 و 1490. وخلال حروب الغيلدرز ، كانت أوتريخت تسيطر عليها لبعض الوقت دوقية غيلدرز ، لكنها أصبحت جزءًا من مقاطعات هابسبورغ السبعة عشر في عام 1528 ، كقيادة لوتريخت .